# Rimini
Rimini ist eine Stadt an der italienischen Adriaküste in der Emilia-Romagna mit 150.046 Einwohnern (Stand: 31. Dezember 2023) und Hauptstadt der Provinz Rimini. Sie liegt in der historischen Region Romagna und ist heute ein Zentrum des Badetourismus. Die ausgedehnte Altstadt Riminis liegt etwa zweieinhalb Kilometer von der Adriaküste entfernt. Die meisten Viertel der Stadt, die direkt am Meer liegen, sind Neubaugebiete.

## Geschichte

### Antike
Rimini ist eine sehr alte Stadt. Hier fanden sich archäologische Reste der Villanovakultur und der Kelten. Strabon schreibt die Gründung der Stadt den Umbrern zu. Sie war im 6. Jahrhundert v. Chr. Mitglied eines etruskischen Städtebundes. Die Römer machten den Ort 268 v. Chr. zu einer Kolonie latinischen Rechts (mit 6000 Kolonisten), die sie Ariminum nannten und die unweit der Mündung des Flusses Ariminus (heute Marecchia) in das Adriatische Meer lag. Bald gewann die Kolonie, die bereits in ihrer ersten Zeit Kupfermünzen prägte, große militärische Bedeutung und diente den Römern im 3. Jahrhundert v. Chr. zusammen mit Arretium (heute: Arezzo) als Bollwerk gegen die in der Po-Ebene siedelnden Gallier. Auch war sie ein wichtiger Hafen.
Als der Censor Gaius Flaminius 220 v. Chr. die Rom mit der Adriaküste verbindende Via Flaminia anlegte, führte er sie bis Ariminum, das daher seitdem Endpunkt dieser Römerstraße war. 187 v. Chr. wurde Ariminum auch Ausgangspunkt der damals neu errichteten Via Aemilia, die bis nach Placentia (heute Piacenza) führte. Im Zweiten Punischen Krieg (218–201 v. Chr.) diente die Stadt den Römern häufig als Stützpunkt für militärische Operationen. Sie stand loyal zu den Römern und konnte 209 v. Chr. trotz großer Kriegsnot noch ihr Kontingent stellen.

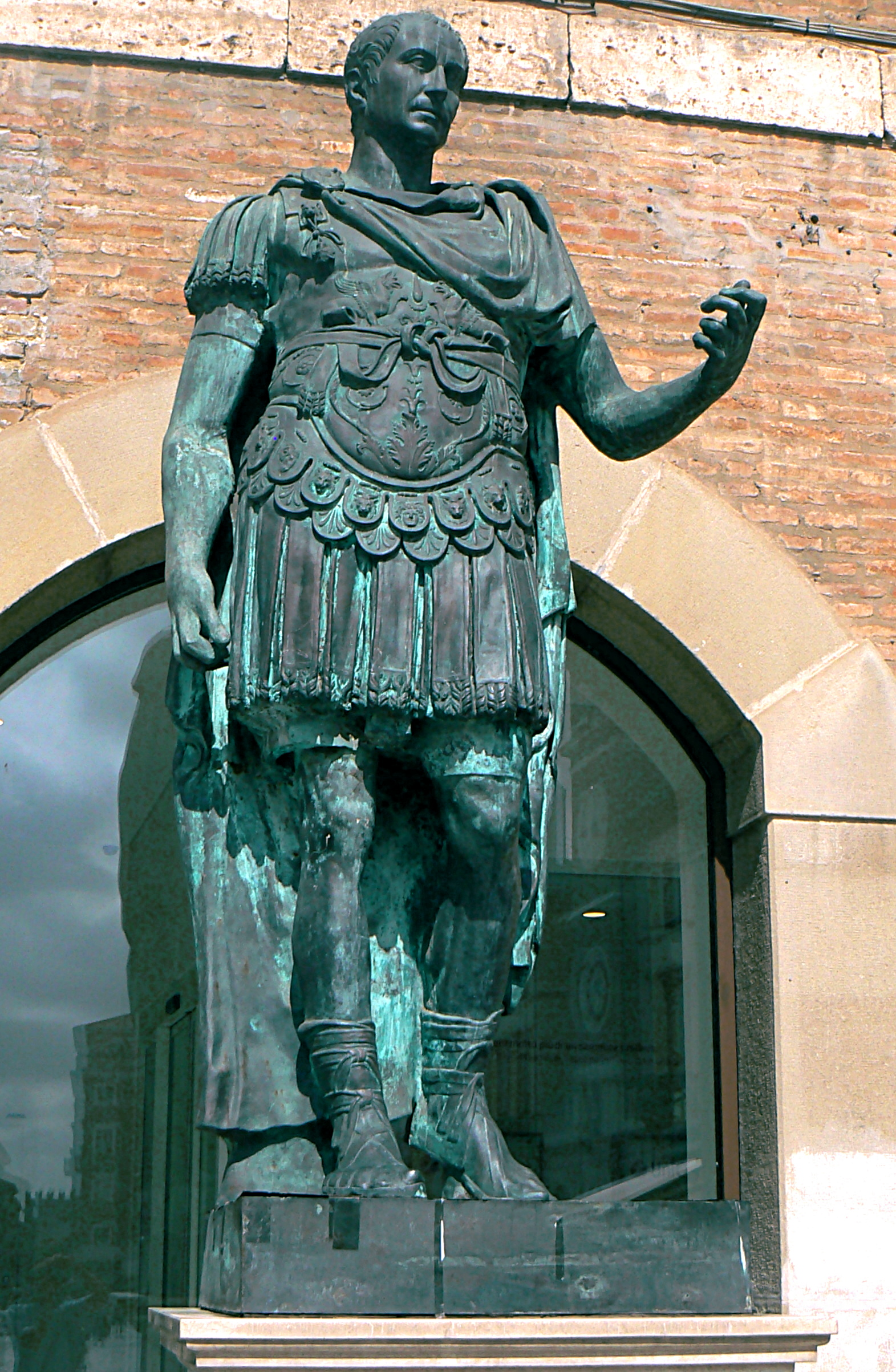
Statue des Julius Cäsar in Rimini

Spätestens 88 v. Chr., nach dem Bundesgenossenkrieg, wurde Ariminum ein Municipium und seine Einwohner erhielten das römische Bürgerrecht und stimmten in der Tribus Aniensis ab. Ariminum stand dann auf der Seite von Gaius Marius, als dieser Sulla bekämpfte; daher plünderten Sullas Truppen die Stadt. Als Anfang 49 v. Chr. der Bürgerkrieg zwischen Caesar und Pompeius ausbrach, wandte sich Caesar nach dem Überschreiten des Rubikons zuerst gegen Ariminum und konnte es sehr rasch besetzen. Hierher kamen auch die aus Rom geflohenen Volkstribunen (darunter Marcus Antonius), deren gewalttätige Behandlung Caesar in einer dramatischen Rede seinen Soldaten vor Augen führte. So konnte er seine Soldaten für den Marsch gegen Rom gewinnen.
43 v. Chr. vereinbarten die Triumvirn Marcus Antonius, Octavian (der spätere Kaiser Augustus) und Marcus Aemilius Lepidus, das Stadtgebiet von Ariminum unter ihren Veteranen aufzuteilen. Dennoch blieb die Stadt wichtig und wohlhabend. Augustus, dem sie während der Kriege gegen die Illyrer zeitweilig als Hauptquartier diente, nahm sich ihrer an, indem er die Via Flaminia wiederherstellte. Die Einwohner dankten ihm durch den 27 v. Chr. erfolgten Bau eines erhaltenen großartigen Ehrenbogens. Ferner befahl Augustus kurz vor seinem Tod im Jahr 14 n. Chr. die Errichtung einer, erst von seinem Nachfolger Tiberius 21 n. Chr. vollendeten Brücke über die Marecchia. Gaius Caesar ordnete im Jahr 1 n. Chr. die Pflasterung aller Straßen der Stadt an. Die Stadt führte damals den Namen Colonia Augusta Ariminensis. Aus der Zeit Hadrians stammt ein 118 m × 88 m messendes Amphitheater mit einer 73 m × 44 m großen Arena.
Relativ früh hielt das Christentum Einzug in Rimini. So ist ein Bischof von Ariminum namens Stemnio bereits auf einem 313 n. Chr. abgehaltenen römischen Konzil bezeugt. 359 fand das Konzil von Rimini statt, auf dem es zu Verhandlungen zwischen Katholiken und Arianern kam. Als militärisch wichtiger Ort erscheint Ariminum wieder in der Spätantike während der Gotenkriege des 5. und 6. Jahrhunderts. So verhandelte hier Alarich mit dem Prätorianerpräfekten Iovius und entthronte den Usurpator Attalus. Während des von 535 bis 554 dauernden Gotenkriegs belagerte der Ostgotenkönig Witichis 538 Ariminum erfolglos, doch gelang einer Gotenschar Totilas 550 die Einnahme der Stadt, die Narses wenige Jahre später für das Byzantinische Reich zurückeroberte.

### Mittelalter

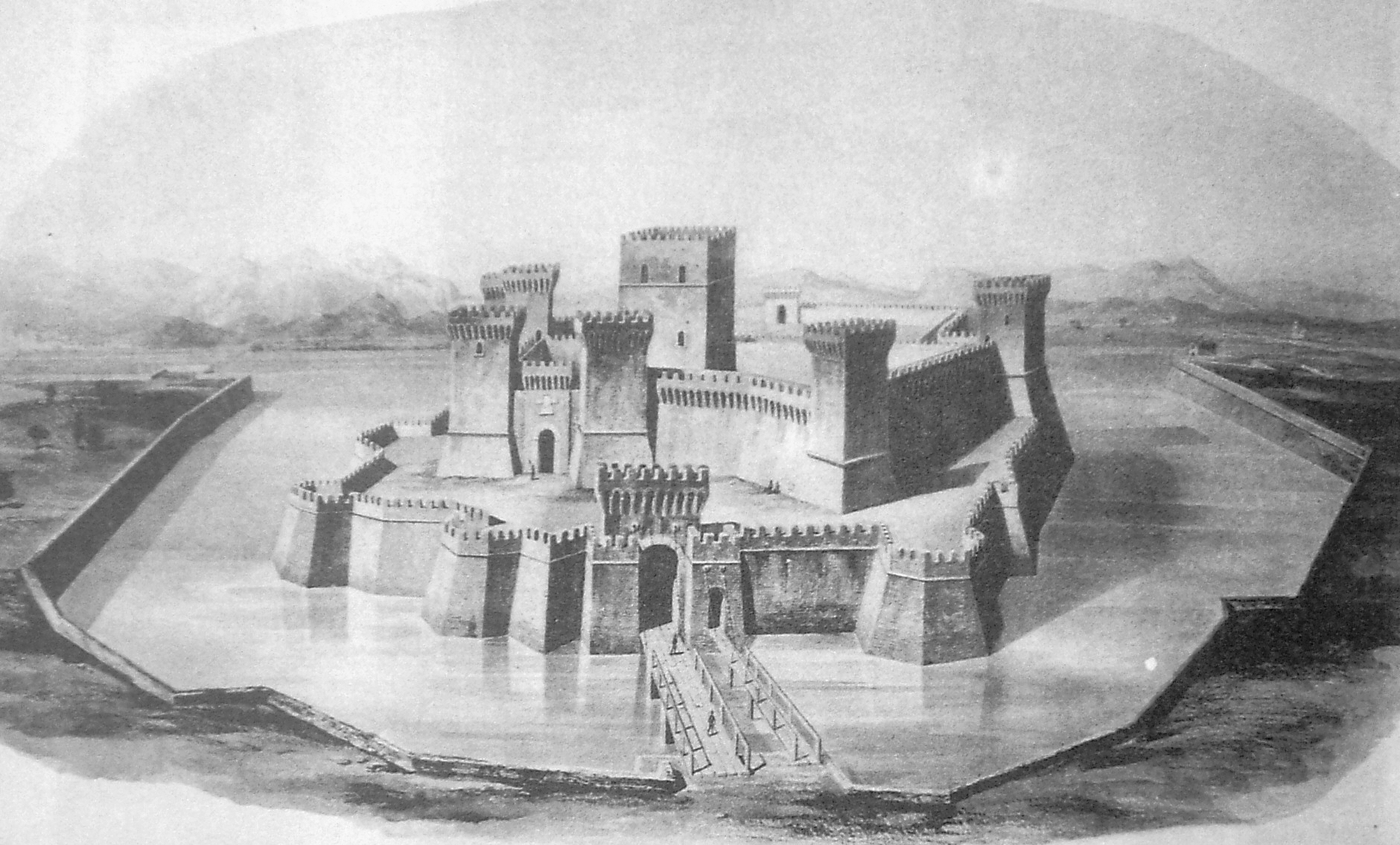
Castel Sismondo in Rimini, erbaut ab 1437 für Sigismondo Pandolfo Malatesta (idealisierte Darstellung, 1880)

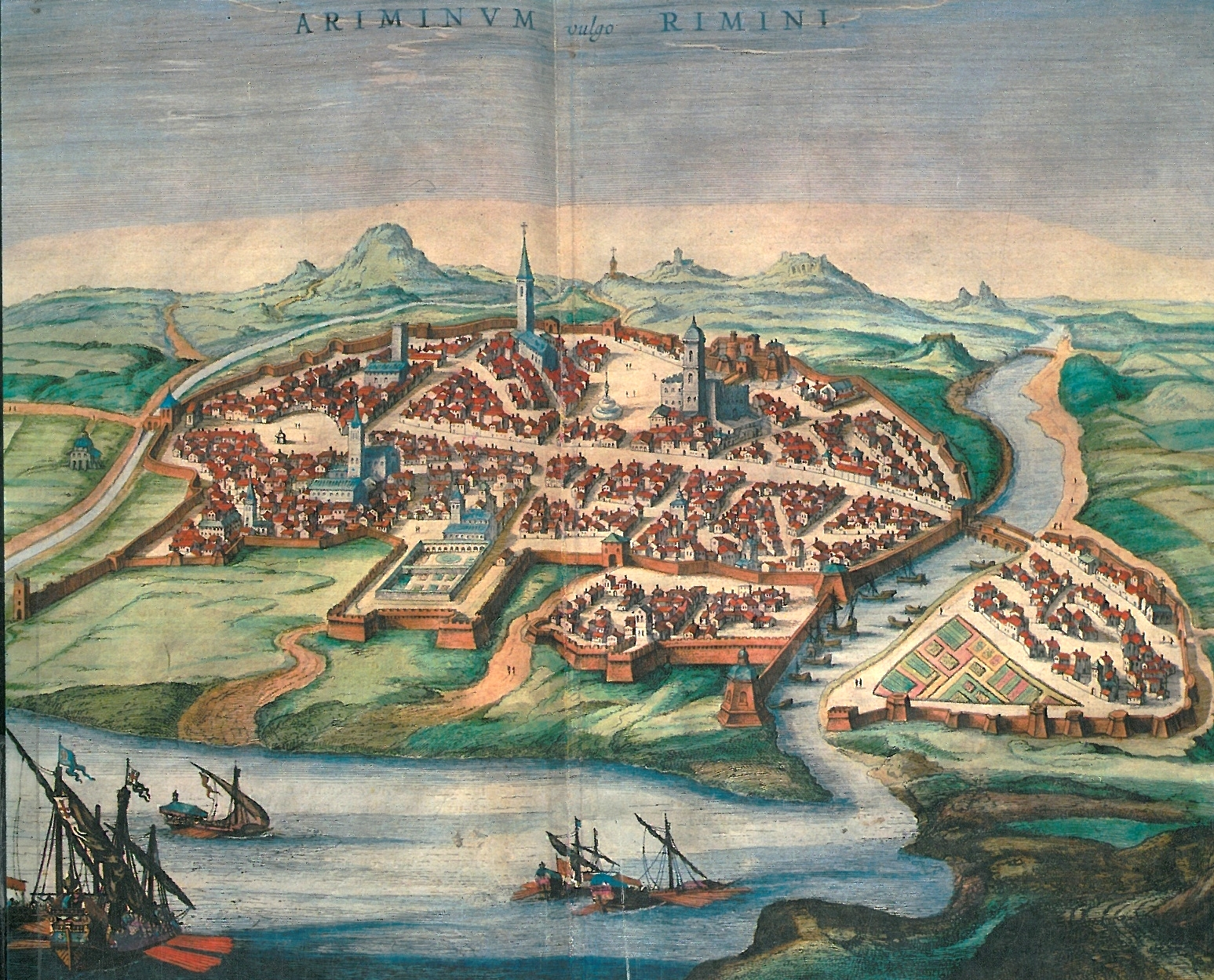
Rimini, Zeichnung von Georg Braun, 1572

Die Byzantiner blieben Herren Riminis, das nun die nördlichste Stadt der Pentapolis maritima bildete, die wiederum Teil des Exarchats von Ravenna war. Der Langobardenkönig Liutprand eroberte Rimini 728 zusammen mit vielen anderen Städten, gab es den Byzantinern aber um 735 zurück. Pippin der Jüngere nahm die Stadt 756 ein und übertrug sie durch die Pippinische Schenkung dem Papst, für den sie bis zum Ende des 10. Jahrhunderts durch Grafen regiert wurde. Bald danach kam Rimini in den Einflussbereich der römisch-deutschen Kaiser. Friedrich I. Barbarossa gewährte der Stadt 1157 durch ein kaiserliches Patent das Recht eigener Münzprägung und Selbstverwaltung, so dass sie eine unabhängige Kommune wurde. Insbesondere ab diesem Zeitpunkt stritten Kaiser und Papst um die Vorherrschaft über die Stadt.
Damals führte Rimini Kriege mit benachbarten Städten. Nach einer Niederlage gegen Cesena verlieh es 1216 zwei Mitgliedern der mächtigen Feudalherrenfamilie der Malatesta das Bürgerrecht, wofür diese der Stadt im Gegenzug militärischen Beistand im Kriegsfall versprachen. 1239 wurde Malatesta I. Malatesta (1183–1248) Podestà von Rimini, wo es heftige Fehden zwischen Ghibellinen und Guelfen gab. Erstere hatten anfangs während der Regierung Kaiser Friedrichs II. die Oberhand. Auch die Malatesta standen zunächst auf kaiserlicher Seite, wechselten aber in den letzten Jahren Friedrichs II. auf die Seite der Guelfen, die sich schließlich durchsetzten. Mit Malatesta da Verucchio (1212–1312), der dem Papst Militärhilfe leistete, übernahm dessen Familie die Führungsrolle der Guelfen nicht nur in Rimini, sondern in der ganzen Romagna. Die Malatesta trugen erbitterte Gefechte mit rivalisierenden Adelsfamilien aus und wurden 1288 aus Rimini vertrieben, konnten aber in schweren Straßenkämpfen bereits 1295 ihre Rückkehr in die Stadt erreichen. Noch im gleichen Jahr wurde Malatesta da Verucchio Herr von Rimini, und seine Gegner hatten die Stadt zu verlassen. Ab nun herrschten die Malatesta 200 Jahre lang in Rimini.
Malatestino I. Malatesta († 1317), ein Sohn von Malatesta da Verucchio, folgte seinem Vater 1312 als Herr von Rimini und behauptete sich in dieser Stellung bis zu seinem Tod 1317. Auf Wunsch der Guelfen folgte ihm, anstatt seines Sohnes, sein Halbbruder Pandolfo I. Malatesta (um 1267–1326), und erst nach dessen Tod gelangte Malatestinos Sohn Ferrantino Malatesta († 1353) im Jahr 1326 zur Regierung von Rimini. Der Heilige Stuhl suchte nun seine nominelle Oberhoheit über die Romagna nachdrücklicher als früher durchzusetzen; Ferrantino wurde 1331 vom päpstlichen Legaten Bertrand du Pouget aus Rimini verbannt und hatte diesem die Städte seiner Herrschaft überlassen. Nachdem er kurz in Rimini an die Macht zurückgekehrt war, musste er 1335 Pandolfos Sohn Malatesta II. Malatesta (um 1299–1364) weichen. Letzterer trug den Spitznamen Guastafamiglia („Familienverderber“) und beteiligte seinen Bruder Galeotto I. Malatesta († 1385) an der Herrschaft. Guastafamiglia eroberte 1333 Pesaro und Fossombrone, 1334 Fano sowie 1348 Ancona und Ascoli. Auf Druck des von Papst Innozenz VI. entsandten Kardinals Albornoz blieben ihm 1355 nur Rimini, Fossombrone, Fano und Pesaro, die er als Vikar des Papstes zu regieren hatte, doch war nun die Herrschaft der Malatestas formell legitimiert.
Nach dem Tod Galeottos I. 1385 wurden die Ländereien der Malatesta geteilt; sein ältester Sohn Carlo I. Malatesta (1368–1429) wurde Herr von Rimini und eines Teils der Romagna, während u. a. sein Bruder Pandolfo III. Malatesta (1370–1427) die Regierung über Fano erhielt. Zeitweise stand Carlo I. im Dienst von Gian Galeazzo Visconti, trat nach dessen Tod 1402 in den Regentschaftsrat für dessen unmündige Söhne ein und schloss sich während des Kirchenschismas Papst Gregor XII. an, dem er in Rimini Asyl bot und den er 1415 zur Abdankung überredete. Pandolfo III. hatte drei illegitime Söhne, die alle von Papst Martin V. legitimiert wurden und von denen zuerst nach dem Ableben Carlos I. Galeotto Roberto Malatesta (1411–1432) von 1429 bis 1432 Herr von Rimini war. Diesem folgte Pandolfos III. zweiter illegitimer Sohn, Sigismondo Pandolfo Malatesta (1417–1468), die wohl schillerndste Persönlichkeit seiner Sippe und der berühmteste Herr Riminis. Unter ihm gelangte die Macht der Malatestas in Rimini und Pesaro auf ihren propagandistischen Zenit und überschritt bereits ihren Gipfel. Sigismondo war ein Patron der Künste und kriegerischer Condottiere, auch hauptsächlich für die Befestigungsanlagen Riminis im 15. Jahrhundert verantwortlich, galt aber andererseits, verstärkt durch die Propaganda Pius’ II., als skrupelloser italienischer Renaissancefürst. In Konflikt mit dem Papst geraten, verlor er im Kampf gegen Federico da Montefeltro 1463 fast alle Besitzungen bis auf Rimini und das dazugehörige Gebiet.
Als Sigismondo Pandolfo Malatesta 1468 starb, folgten ihm seine dritte Gattin Isotta degli Atti (um 1432/1433–1474) und sein unehelicher Sohn Sallustio Malatesta (1450–1470). Doch Roberto Malatesta (1441/42–1482), ein weiterer illegitimer Sohn Sigismondos, bemächtigte sich 1469 Riminis. Im Bündnis mit Federico da Montefeltro schlug er gegen ihn gesandte Truppen Papst Pauls II. zurück und beseitigte 1470 seine Halbbrüder Sallustio und Valerio. Mit Sixtus IV. verstand er sich besser, verteidigte ihn 1482 in Rom gegen den Herzog von Kalabrien und starb kurz danach. Daraufhin übernahm sein unehelicher Sohn Pandolfo IV. Malatesta (1475–1534), zunächst unter Vormundschaft von Robertos Witwe (eine Tochter Federico da Montefeltros), die Herrschaft über Rimini. Er war ein kühner Krieger, schlug mehrere Verschwörungen gegen ihn nieder und war bei seinen Untertanen wegen seiner Tyrannei verhasst. Bei Cesare Borgias Einfall in die Romagna (1500) musste er aus Rimini fliehen, das kampflos vor dem Papstsohn kapitulierte. Zwar vermochte Pandolfo IV. 1503 zurückzukehren, verkaufte aber Rimini wegen seiner Unbeliebtheit bei dessen Einwohnern an die Venezianer. Dieses Arrangement missfiel Papst Julius II., der die gegen die Republik Venedig gerichtete Liga von Cambrai anregte. 1509 wurde Venedig entscheidend besiegt und Rimini kam an den Kirchenstaat. Pandolfo IV. und sein Sohn Sigismondo Malatesta (1498–1553) konnten 1522 und erneut 1527 kurzzeitig wieder in Rimini einziehen und regieren, doch brachte Clemens VII. die Stadt 1528 endgültig unter die direkte Herrschaft des Kirchenstaates.

### Neuzeit
Ein Erdbeben verschüttete 1672 den Hafen Riminis. Weitere Erdbeben waren das der Weihnachtsnacht 1786 und ein starkes Erdbeben im März 1875, das schwere Schäden in Rimini, Cesenatico und Cervia verursachte. Im Jahr 1916 folgten gleich zwei starke Erdbeben, wobei vor allem das am 16. August schwere Schäden zwischen Pesaro und Rimini verursachte.
Der Kirchenstaat verlor während der Kriege Napoleons für einige Zeit die Kontrolle über Rimini, das 1797 zur Cisalpinischen Republik und dann bis 1814 zum Département Rubicone des Königreichs Italien kam. Ab 1815 gehörte die Stadt wieder zum Kirchenstaat. 1831 und im September 1845 ereigneten sich hier revolutionäre Aufstände gegen die päpstliche Herrschaft. 1860 kam Rimini schließlich mit der Romagna zu dem im Zuge der Risorgimentobewegungen entstandenen neuen Königreich Italien. 
Im Lauf des 19. Jahrhunderts entwickelte es sich zu einem Seebad. In nur wenigen Jahren wurde die Strandpromenade stark ausgebaut und Rimini zur „Stadt der kleinen Villen“. Zu Beginn des 20. Jahrhunderts wurde in der Nähe des Strandes das Grand Hotel, die erste große Unterkunft der Stadt, gebaut. Während des Ersten Weltkriegs waren Rimini und die umliegende Infrastruktur eines der Hauptziele der österreichisch-ungarischen Marine. Nach der Kriegserklärung Italiens am 15. Mai 1915 verließ die österreichisch-ungarische Flotte noch am selben Tag ihre Häfen und begann ihren Angriff auf die Adriaküste zwischen Venedig und Barletta.
Im Zweiten Weltkrieg wurde die Stadt durch alliierte Bombardierungen und den Frontdurchgang über die Gotenstellung während der Schlacht von Rimini schwer zerstört und schließlich von griechischen und kanadischen Truppen am 21. September 1944 eingenommen. Nach der Befreiung begann der Wiederaufbau, während die Armut noch immer groß war. Ein Bericht des Roten Kreuzes stellte fest, dass 20.000 Einwohner keine Schuhe hatten.
| 1861   | 1881   | 1901   | 1921   | 1936   | 1951   | 1961   | 1971    | 1981    | 1991    | 2001    | 2011    |
| ------ | ------ | ------ | ------ | ------ | ------ | ------ | ------- | ------- | ------- | ------- | ------- |
| 27.996 | 32.096 | 36.487 | 47.026 | 58.622 | 69.873 | 92.912 | 118.419 | 127.813 | 127.960 | 128.656 | 139.601 |

## Sehenswürdigkeiten

### Tempio Malatesta

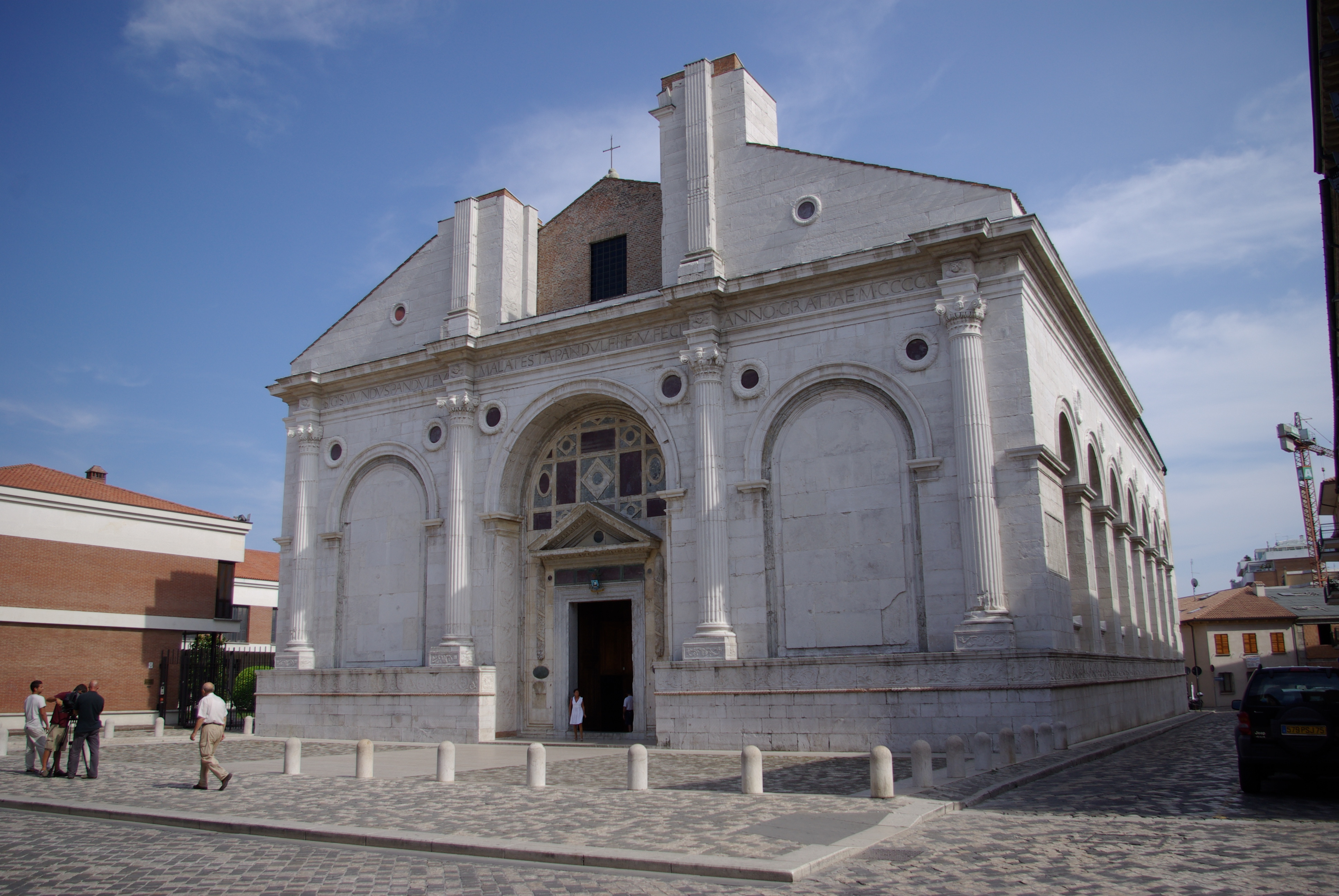
Tempio Malatestiano

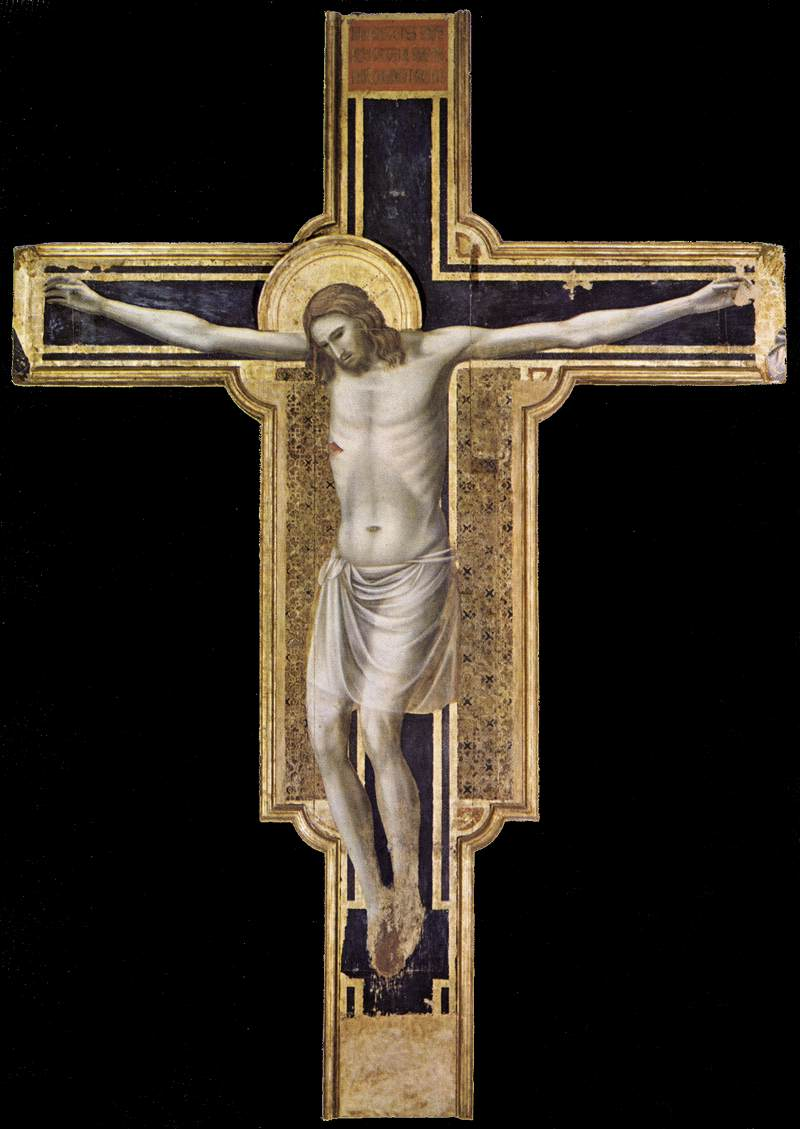
Die Kreuzigung von Giotto

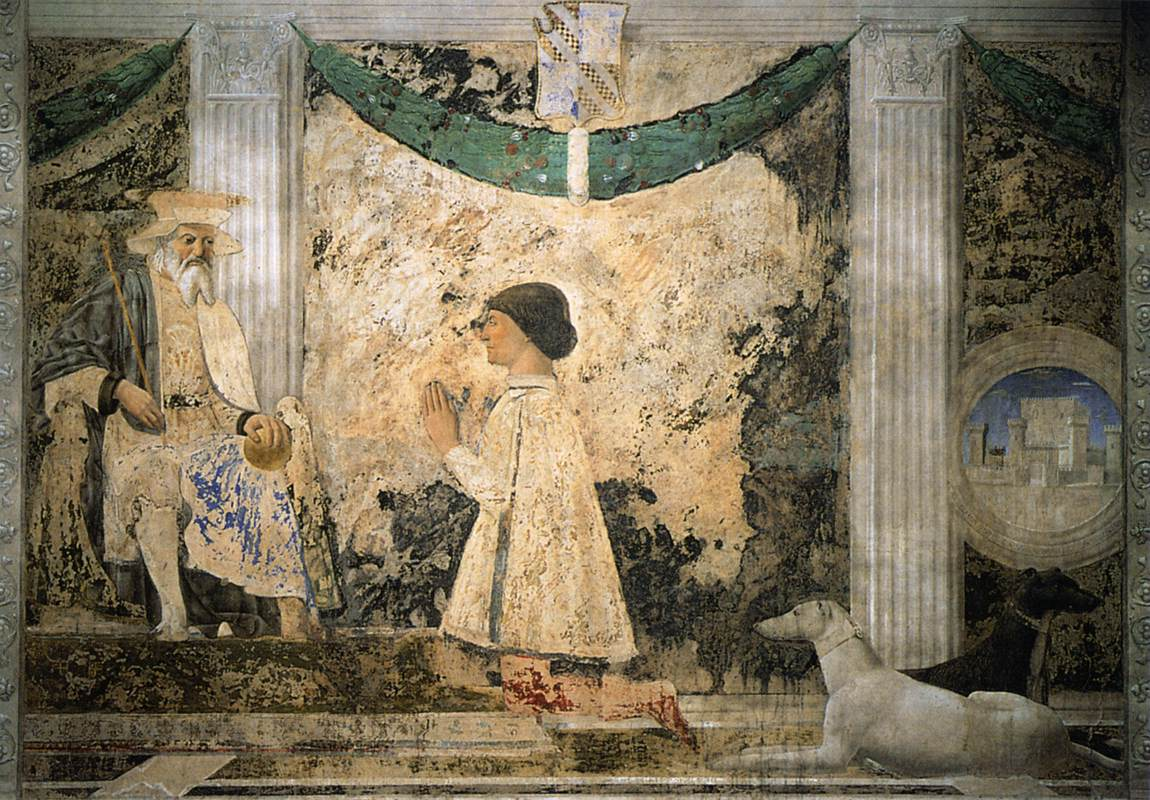
Fresko von Piero della Francesca

Der heutige Bau des Domes von Rimini (Tempio Malatestiano) wurde von Sigismondo Malatesta in Auftrag gegeben, wobei der bedeutende Architekt Leon Battista Alberti im 15. Jahrhundert den bestehenden gotischen Bau mit einer (nicht vollendeten) Renaissance-Fassade versehen hat.
Sigismondo Malatesta war ein kultivierter und gebildeter Herrscher. Er setzte alle Mittel ein, um seinen Ruhm zu verbreiten und sich verherrlichen zu lassen: Tafelbilder, Fresken, Medaillen und Lebensbeschreibungen kündeten von seinem Ruhm.
1446 beschloss Sigismondo Malatesta, die Kirche in ein Mausoleum für sich und seine damalige Geliebte und spätere Frau Isotta degli Atti umzugestalten. Nach einigen Umbauten durch Agostino di Duccio beauftragte er Leon Battista Alberti mit der Neugestaltung der Kirche. Dieser gab der Kirche ein neues Äußeres, wobei die Fassade, die sich an den Typus des römischen Triumphbogens anlehnt, von größter Bedeutung für die Architektur der Renaissance ist. Ursprünglich sollten die Sarkophage in Nischen der Fassade des nunmehr Tempio Malatestiano genannten Baus ihre Aufstellung finden. An den äußeren Seitenwänden der Kirche fanden Sarkophage verschiedener Gelehrter und Humanisten ihren Platz, deren Gebeine Sigismondo von verschiedenen Orten nach Rimini bringen ließ, darunter der des byzantinischen Philosophen Georgios Gemistos Plethon, der den Platonismus in Italien bekannt gemacht hatte und dessen Grab Sigismondo auf seinem Feldzug für die Venetianer in Morea gefunden hatte. Sigismondo wollte sich auf diese Weise als Mäzen der Humanisten präsentieren und sich in einem Gelehrtenpantheon bestatten lassen. Der heidnische Charakter der Kirche stieß jedoch auf Ablehnung und wurde von Papst Pius II. angeprangert.
Piero della Francesca schuf ein Porträt des Sigismondo, das sich heute im Louvre befindet, und im Tempio Malatestiano ein Fresko, das, wenn auch beschädigt, noch heute zu bewundern ist: Sigismondo Malatesta kniet vor seinem Namenspatron, der die Züge des Kaisers Sigismund trägt. Auch Pisanello schuf mindestens zwei Medaillen mit dem Konterfei Sigismondos.
Bedeutendste Werke im Inneren:
- Grabkapelle des Sigismondo Malatesta.
- Kruzifix von Giotto (frühes 14. Jahrhundert) über dem Hauptaltar.
- Fresko von Piero della Francesca (2. Hälfte des 15. Jahrhunderts) mit der Darstellung Sigismondo Malatestas. Das Fresko war ursprünglich in der Sakristei, wurde jedoch unlängst abgenommen und ist heute in der letzten rechten Seitenkapelle ausgestellt.

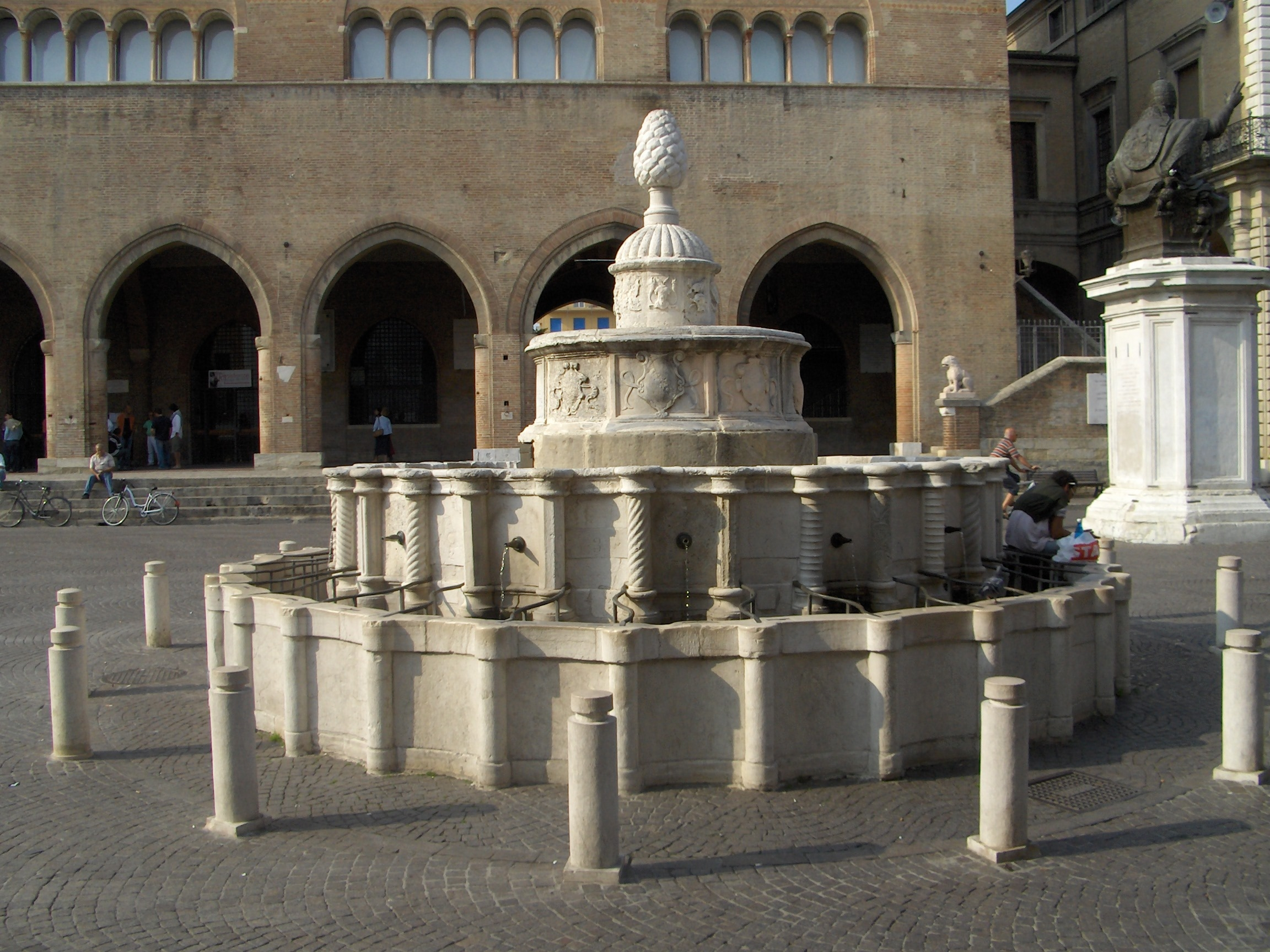
Fontana della Pigna

### Fontana della Pigna
Die Fontana della Pigna (Pinienzapfen-Brunnen) befindet sich auf der Piazza Cavour, sie wurde 1543 von Giovanni da Carrara konstruiert. Das Besondere an diesem Brunnen ist, dass seine Bestandteile größtenteils aus früheren Brunnen zusammengesetzt wurden. So stammt das Becken aus dem 15. Jahrhundert, andere Teile stammen sogar aus römischen Epochen.
1807 wurde die Fontana restauriert, dabei wurde der Zapfen durch eine Statue des Hl. Paulus ersetzt, jedoch wurde dies später wieder rückgängig gemacht.

### Augustusbogen

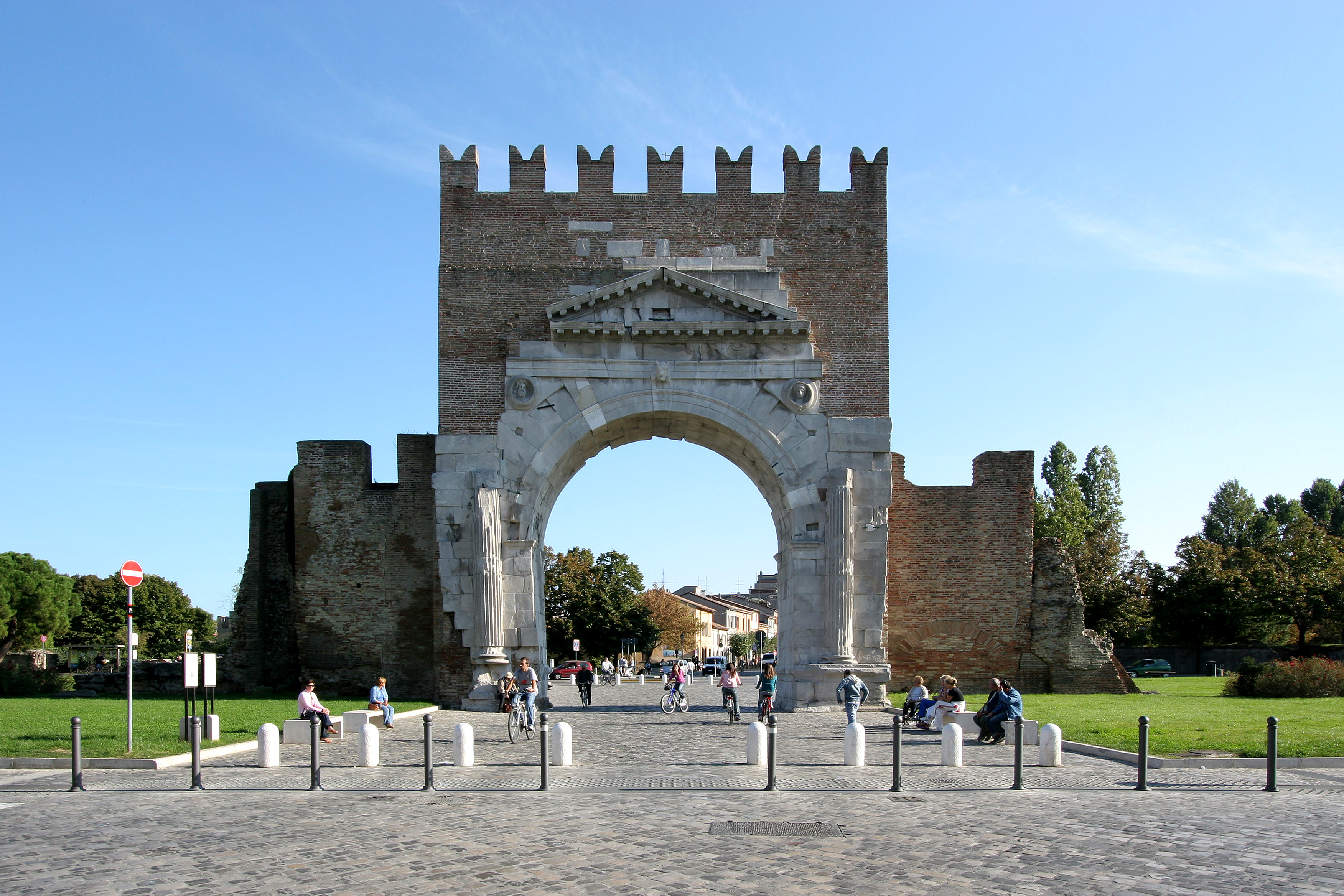
Augustusbogen

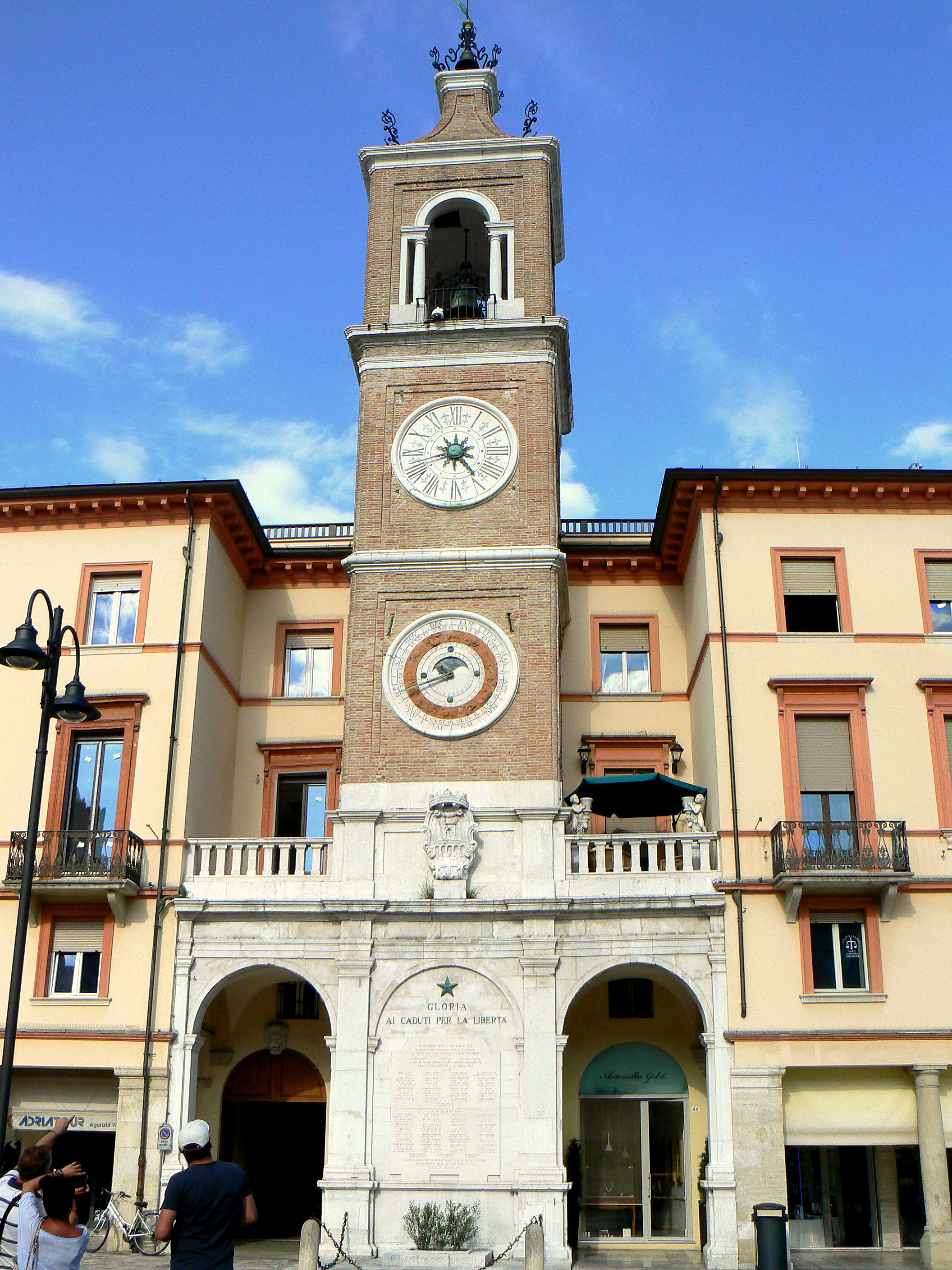
Piazza Tre Martiri, Uhrturm

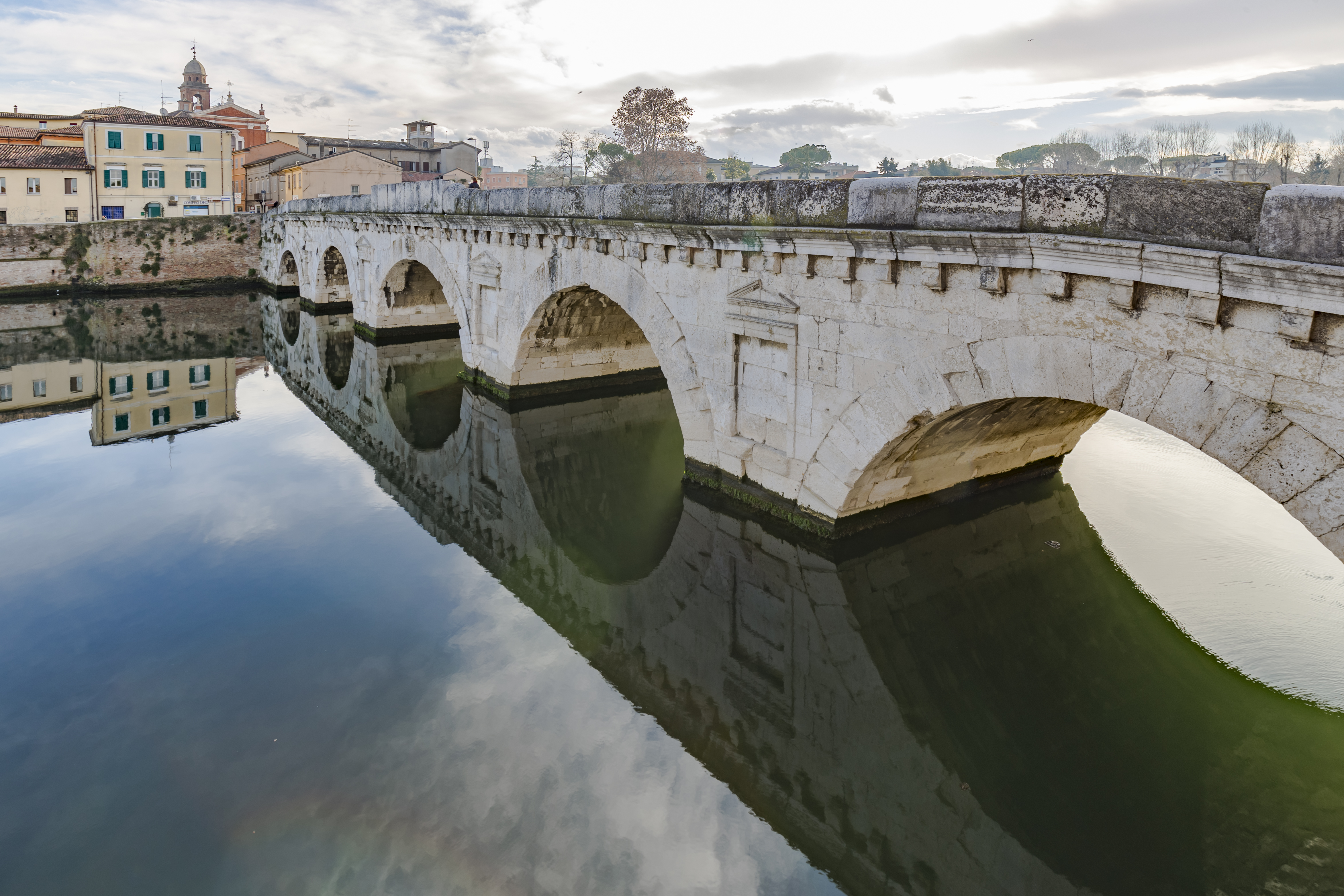
Tiberiusbrücke

Der Augustusbogen (Arco di Augusto) ist ein römischer Ehrenbogen für den Kaiser Augustus, der ihm für die Wiederherstellung der Via Flaminia im Jahr 27 v. Chr. errichtet wurde.

### Ponte di Tiberio
Auch Ponte d’Augusto genannte Brücke aus der Zeit des römischen Kaisers Tiberius, über die heute eine Fußgängerzone führt. Die Brücke über den Marecchia, der im Altertum Ariminus hieß und der Stadt ihren Namen gab, wurde im Jahr 14 n. Chr. von Augustus begonnen und, wie eine Inschrift innen an der Brüstung erinnert, von Tiberius im Jahr 21 n. Chr. vollendet. Aus istrischem Stein gebaut, erstreckt sie sich über fünf Bögen, die auf massiven Stützpfeilern mit Flutbrechern ruhen, welche schräg zur Brückenachse angeordnet sind um den Durchfluss zu unterstützen.

## Sport
- Im Fußball spielte der Rimini Football Club 1912 mehrere Jahre in Serie B.
- Im Basketball erreichte die Basket Rimini die höchste italienische Spielklasse und qualifizierte sich zweimal für den Korać-Cup.
- Rimini Baseball Club gewann mehrere italienische und europäische Titel.
- Paganello ist ein jährlich um die Osterzeit ausgetragenes Ultimate-Turnier.
- Challenge Rimini ist ein Mitteldistanz-Triathlon.
- 2008 fanden hier die ersten CSIT World Sports Games statt, welche die Nachfolge der Arbeiterolympiaden angetreten haben.
- Im Jahr 2024 ist die 1. Etappe der Tour de France in Rimini zu Ende gegangen.

## Tourismus

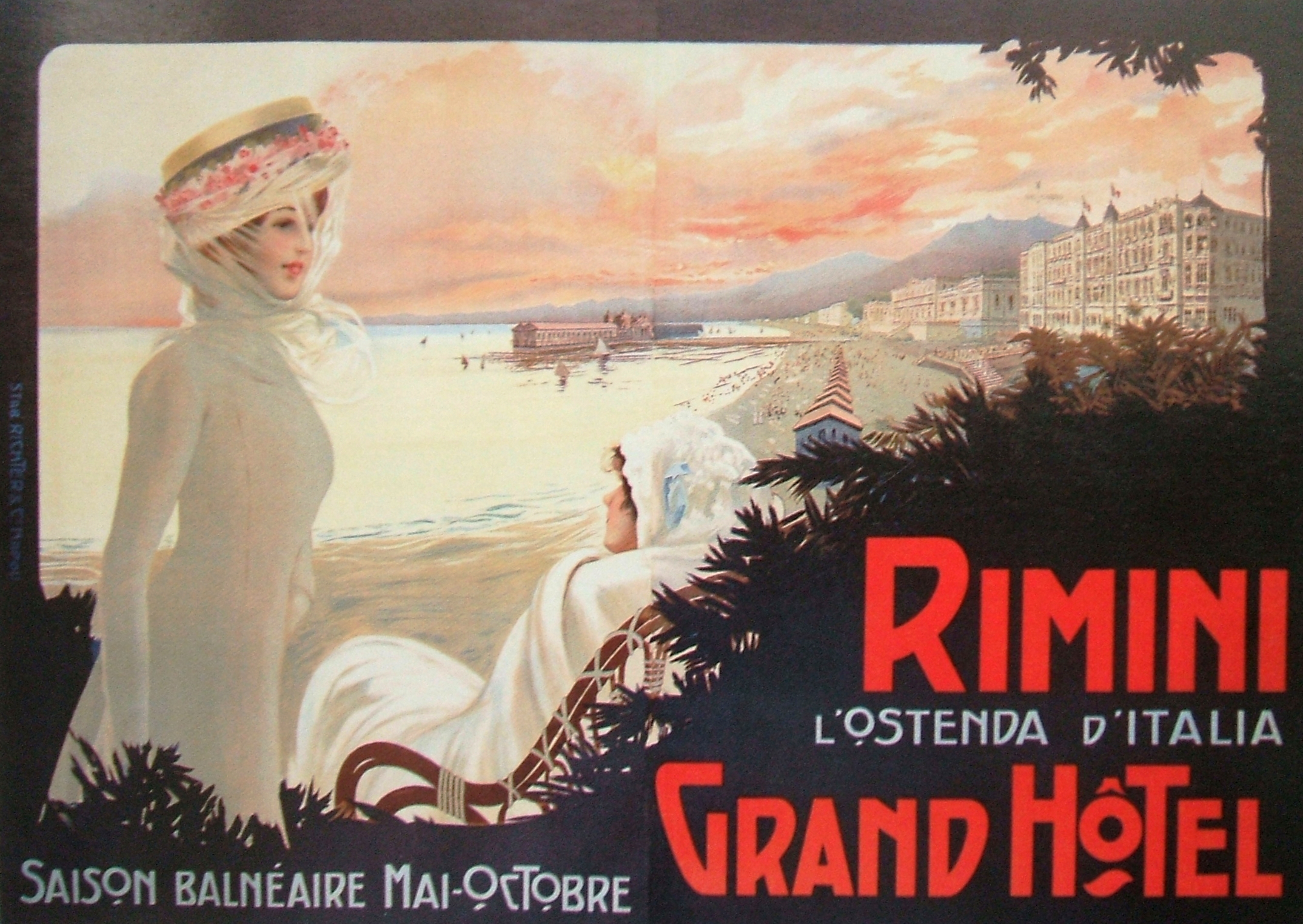
Reklame für Rimini und sein Grand Hotel, 1908

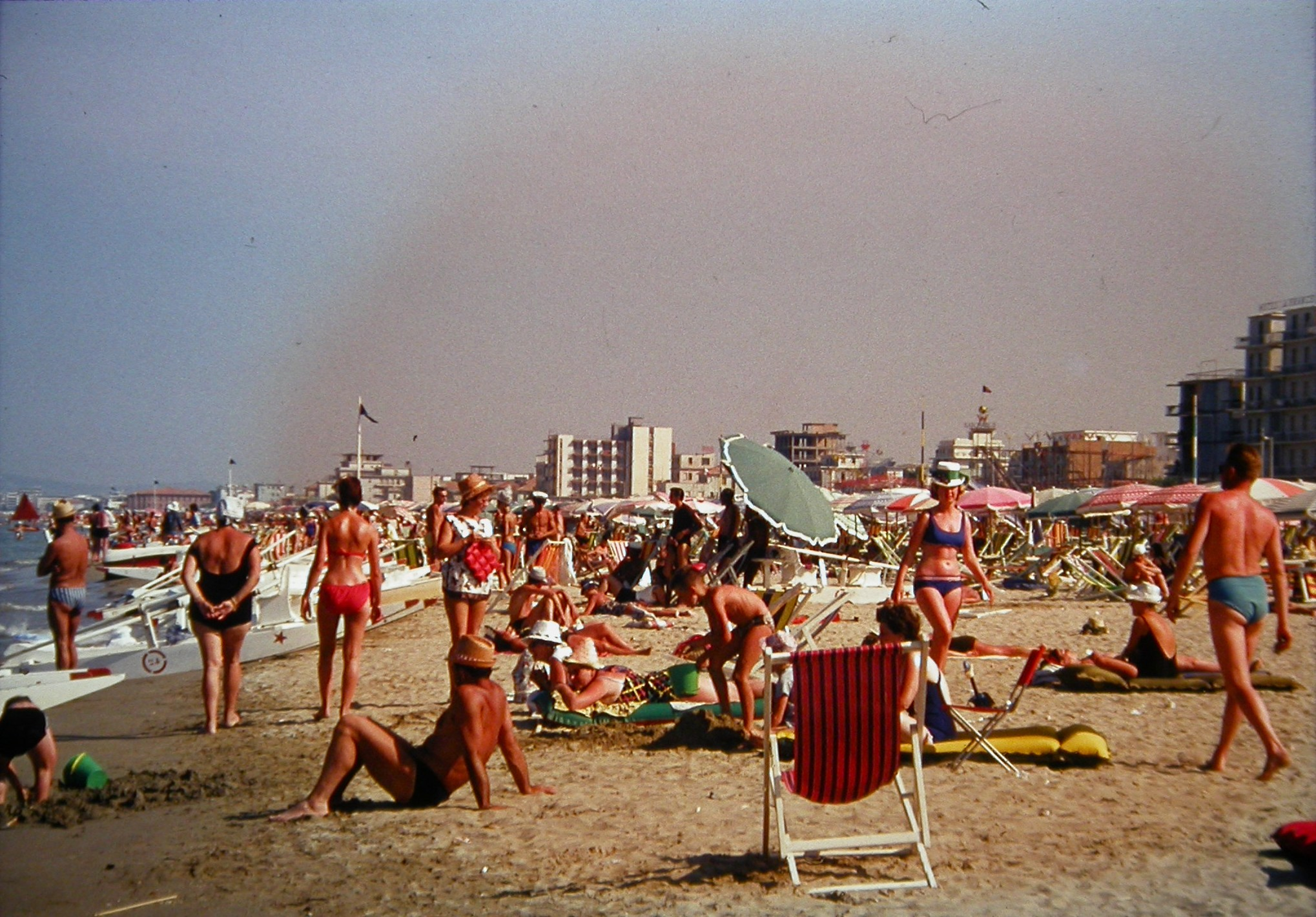
Strand von Rimini 1963

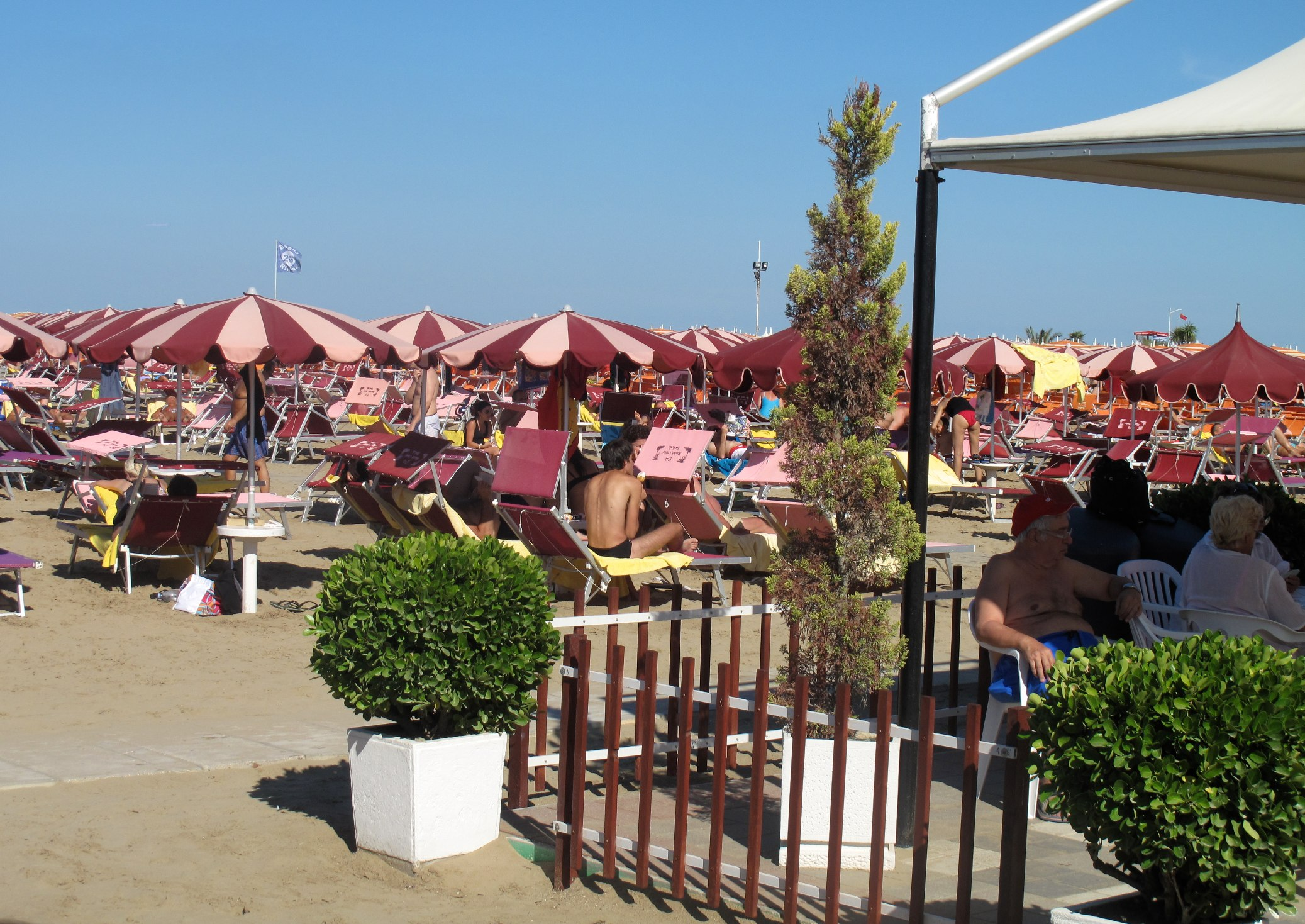
Strand von Rimini, 2010

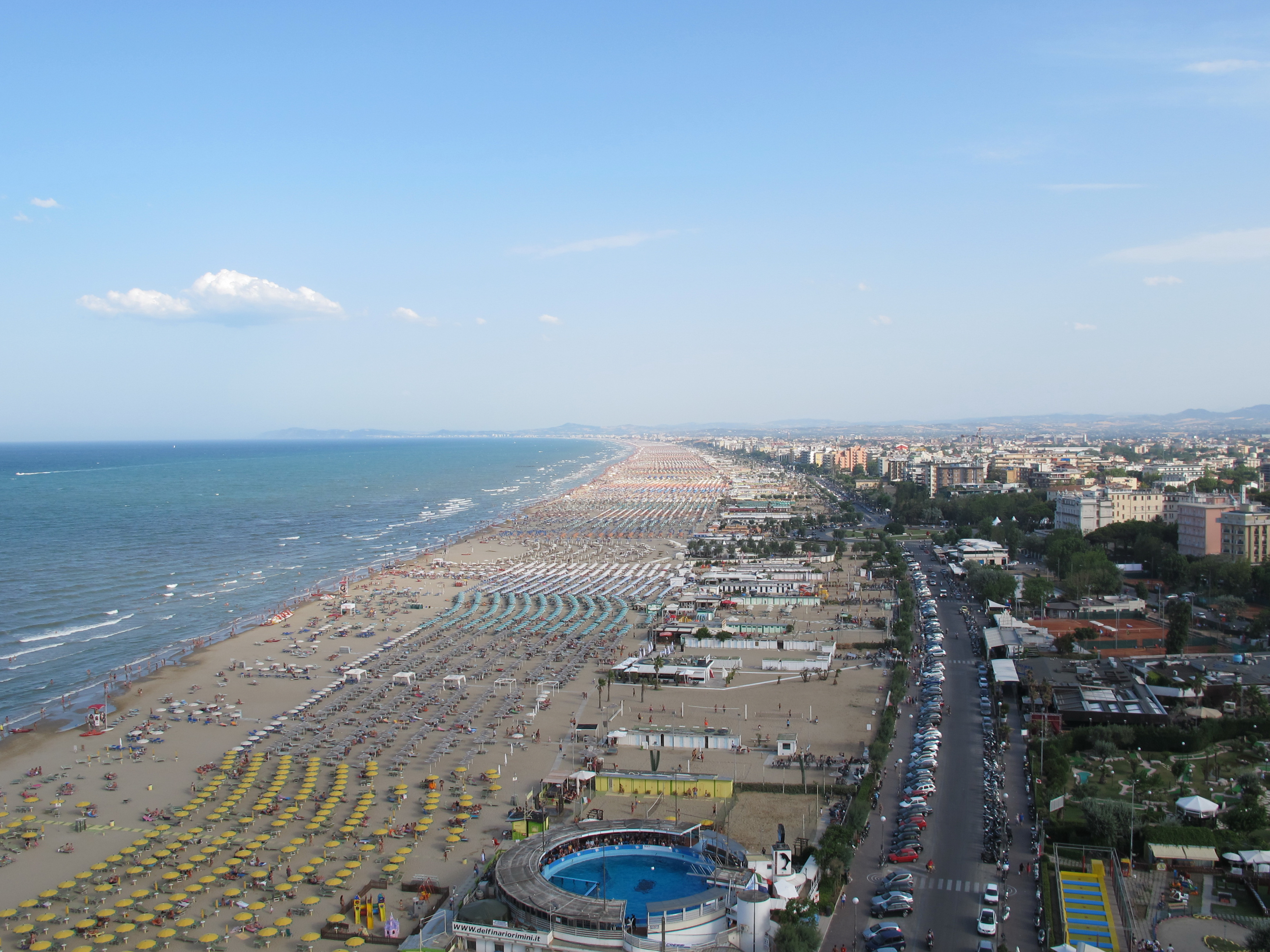
Rimini, vorn das Delfinarium, 2012

Am Sonntag, dem 30. Juli 1843, eröffneten der Bischof von Rimini, Francesco Gentilini, und Kardinal Legato Luigi Vannicelli Casoni das von den Grafen Alessandro und Ruggero Baldini und dem Arzt Claudio Tintori gegründete privilegierte Strandbad (Stabilimento Privilegiato dei Bagni di Mare di Rimini) als erstes Seebad an der Adria. In Mitteleuropa entstanden ab Mitte des 18. Jahrhunderts zahlreiche gleichartige mondäne-luxuriöse Kurorte, die einer Minderheit begüterter Adeliger und Bildungsbürger vorbehalten blieben, die in der Seeluft Linderung ihrer Beschwerden suchten. Die örtlichen Grenzen bildeten die Mündungen des Reno und des Metauro, aber vor allem entwickelte sich das Stadtviertel von Rimini Marina di Rimini mit dem Bau der ersten Privatvillen und mit der Errichtung des Kursaal-Hotels mit seinem Badestrand für Hydrotherapie als Zentrum des Badetourismus. Am Strand von Rimini gab es nur das hölzerne Seebad, die ersten Urlauber mussten in den Hotels im Zentrum logieren. 1861 wurde Rimini an die Bahnlinie von Bologna nach Ancona angeschlossen. Im Jahre 1868 wurde das alte Seebad abgerissen und durch einen mondänen Neubau mit Seebrücke und Restaurant ersetzt. Bedeutend für die Stadt wurde ab 1908 das Grand Hotel, über das der italienische Filmregisseur Federico Fellini schrieb:

„Das Grand Hotel stand für Reichtum, Luxus und orientalische Üppigkeit. Ich stellte mir vor, wie wir als Kinder um das Hotel herumstreunen, begierig, einen Blick ins Innere des Gebäudes zu werfen. Es war ein Ding der Unmöglichkeit. Also drangen wir in den Garten ein, der von hohen Palmen verdeckt war, die hinauf bis in den fünften Stock reichten. Auf dem Hof standen Limousinen mit faszinierenden Nummernschildern, deren Herkunft wir nicht kannten. Ein Mercedes Benz. Ein Bugatti. Die Chauffeure in ihren glänzenden Stiefeln rauchten und gingen auf und ab.“

Im Jahr 1911 entstand im benachbarten Cervia der erste Badestrand und in den 1930er Jahren entwickelte sich Riccione zu einem der berühmtesten Badeorte an der italienischen Adria. Zu dieser Zeit wurde das modello riminese des Massentourismus begründet. In Riccione wurde ein Vergnügungspark eröffnet, in Rimini entstand 1934 der erste Nachtklub, das Embassy, und die Strandpromenade. Bis zum Zweiten Weltkrieg gab es kaum ausländische Touristen. In Rimini selbst war die Zahl der Touristen von 19.000 im Jahre 1948 auf 100.000 im Jahre 1953 und auf 380.000 Feriengäste 1963 angewachsen und so zur capitale europea del turismo geworden. 1960 waren fünfzig Prozent der 560.000 Feriengäste in der Provinz Rimini Ausländer, darunter die Mehrzahl Deutsche. Damit wurde der Mythos der invasione tedesca, des Teutonengrills begründet. In Rimini stieg die Anzahl der Hotels in Marina Centro und den angrenzenden Stadtteilen auf 1500, der rund fünfzehn Kilometer lange Strand unterteilt sich in 250 bagni mit 40.000 Sonnenschirmen. Wegen der Masse sind die bagni namenlos und wurden zur besseren Orientierung durchnummeriert. Sie unterteilen sich in die Zonen Marina Centro, Bellariva, San Giuliano a Mare, Rivabella und Viserba.
Ab 1982 verlagerte sich der deutsche Tourismus nach einer Algenplage in der nördlichen Adria nach Kroatien bzw. durch günstige Flugreisen in andere Mittelmeeranrainerstaaten. Heute sind es vor allem russische und einheimische Touristen, die Rimini besuchen. Somit wird der seit den 1960er Jahren durch Deutsche dominierte Tourismus seit den 2000er Jahren durch Russen geprägt, die das ganze Jahr über kommen. Entlang der Küstenstraße arbeiten mindestens 2.500 Frauen als Prostituierte, darunter viele Minderjährige aus Osteuropa, immer mehr Prostituierte kommen auch aus Afrika. Die meisten Zuhälter werden der albanischen Mafia zugerechnet. Bei Rimini befindet sich Italiens größter Miniaturenpark, der Italia in Miniatura, in dem neben Bauwerken Italiens auch andere europäische Bauwerke in einem Miniaturformat ausgestellt sind. Angeschlossen an den Park ist außerdem ein Freizeitpark, der unter anderem eine Wildwasserbahn besitzt. Ebenso ist Rimini bekannt für die vielen Diskotheken, welche von vielen Jugendlichen besucht werden.

## Klimatabelle
|                       | Jan  | Feb | Mär  | Apr  | Mai  | Jun  | Jul  | Aug  | Sep  | Okt  | Nov  | Dez |   |      |
| Mittl. Tagesmax. (°C) | 6,9  | 9,2 | 12,9 | 16,8 | 21,4 | 25,2 | 27,9 | 27,3 | 24,2 | 19,1 | 12,9 | 8,5 | ⌀ | 17,7 |
| Mittl. Tagesmin. (°C) | −0,3 | 1,4 | 3,9  | 7,1  | 11,0 | 14,7 | 17,3 | 17,1 | 14,5 | 10,4 | 5,3  | 1,1 | ⌀ | 8,7  |
|                       |      |     |      |      |      |      |      |      |      |      |      |     |   |      |
| Niederschlag (mm)     | 48   | 48  | 57   | 53   | 50   | 51   | 54   | 67   | 68   | 77   | 73   | 57  | Σ | 703  |
|                       |      |     |      |      |      |      |      |      |      |      |      |     |   |      |
| Regentage (d)         | 8    | 5   | 8    | 8    | 7    | 7    | 4    | 5    | 6    | 8    | 11   | 9   | Σ | 86   |
|                       |      |     |      |      |      |      |      |      |      |      |      |     |   |      |
| Wassertemperatur (°C) | 13   | 12  | 12   | 14   | 17   | 20   | 23   | 24   | 22   | 19   | 16   | 14  | ⌀ | 17,2 |
|                       |      |     |      |      |      |      |      |      |      |      |      |     |   |      |
| Luftfeuchtigkeit (%)  | 83   | 80  | 77   | 76   | 76   | 73   | 72   | 74   | 76   | 80   | 84   | 84  | ⌀ | 77,9 |

| −0,3 |

| 1,4 |

| 3,9 |

| 7,1 |

| 11,0 |

| 14,7 |

| 17,3 |

| 17,1 |

| 14,5 |

| 10,4 |

| 5,3 |

| 1,1 |

| −0,3 |

| 1,4 |

| 3,9 |

| 7,1 |

| 11,0 |

| 14,7 |

| 17,3 |

| 17,1 |

| 14,5 |

| 10,4 |

| 5,3 |

| 1,1 |

## Verkehr
Rimini ist gut an das italienische Verkehrsnetz angebunden. Die Stadt liegt an der Adria-Autobahn A14 und an der parallel dazu verlaufenden Strada Statale 16 Adriatica. Zudem liegt die Stadt an der Bahnstrecke Bologna–Ancona und der Bahnstrecke Ferrara–Rimini. Auf Stadtgebiet finden sich heute folgende Bahnhöfe und Haltestellen: Rimini, Rimini Miramare, Rimini Viserba und Rimini Torre Pedrera. Von 1932 bis 1944 verkehrte eine Nebenbahn nach San Marino, und ab 1916 wurde eine Nebenbahn nach Novafeltria gebaut, die bis 1960 in Betrieb stand.
Rimini hat einen Flughafen. Die Oberleitungsbuslinie 11 verbindet die Stadt mit dem Nachbarort Riccione.
In der Antike endete die Via Flaminia in Rimini.

## Politik
Andrea Gnassi wurde 2011 zum Bürgermeister gewählt und 2016 für eine weitere Amtszeit bestätigt. Wie sein Vorgänger ist er Mitglied der Mitte-links-Partei Partito Democratico. Bei der Kommunalwahl 2021 setzte sich Jamil Sadegholvaad (PD) im ersten Wahlgang mit etwas mehr als 51 Prozent der Stimmen durch.

## Städtepartnerschaften
Rimini ist Städtepartnerschaften eingegangen mit
- Saint-Maur-des-Fossés, Frankreich, seit 1967
- Ziguinchor, Senegal, seit 1974/1976
- Seraing, Belgien, seit 1976/1977
- Sotschi, Russland, seit 1977
- Fort Lauderdale, USA, seit 1985/1987
- Yangzhou, Volksrepublik China, seit 1999/2004

## Persönlichkeiten

### Bekannte Einwohner von Rimini
- Agostino di Duccio (1418–um 1481), Bildhauer